# غارغانتوا وبانتاغرويل
حياة غارغانتوا وبانتاغرول (بالفرنسية: La vie de Gargantua et de Pantagruel)‏ هي خماسية من الروايات كتبت في القرن السادس عشر بقلم فرانسوا رابليه، وتروي مغامرات اثنين من العمالقة، غارغانتوا وابنه بانتاغرول. كتب النص بنبرة من التسلية والمبالغة والسخرية، ويضم الكثير من الدعابات الفجة، ودعابات البراز والعنف، حيث تكثر بها الشتائم البذيئة والمقذعة. وصفها فريق الرقابة في كلية السوربون بأنها فاحشة،  وكانت تعامل بريبة وسط المناخ الاجتماعي السائد وقتها، وتجنب الكتاب المعاصرون ذكرها.
درس رابليه اليونانية القديمة وطبقها في اختراع مئات الكلمات الجديدة في النص، والبعض منها أصبح جزءا من اللغة الفرنسية. وتكثر في كتاباته التوريات والفكاهة الفاضحة.

## روابط خارجية
- غارغانتوا وبانتاغرويل على موقع الموسوعة البريطانية (الإنجليزية)
- غارغانتوا وبانتاغرويل على موقع ميوزك برينز (الإنجليزية)